# The Mystic
The Mystic (Brasil: Amor e Magia / Portugal: A Filha do Cigano) é um filme mudo norte-americano, do gênero drama, dirigido por Tod Browning e lançado originalmente em 1925.